# Vierschanzentournee 1963/64
Bei der 12. Vierschanzentournee 1963/64 fand das Springen in Oberstdorf am 29. Dezember statt, am 1. Januar folgte das Springen in Garmisch-Partenkirchen und am 5. Januar das Springen in Innsbruck. Die Veranstaltung in Bischofshofen wurde am 6. Januar durchgeführt. Sieger wurde der Finne Veikko Kankkonen. Die Tournee stand dabei bereits voll unter dem Einfluss der Vorbereitungen für die Olympischen Winterspiele 1964, zu denen man sich kaum vier Wochen später in Innsbruck wieder traf. Aus diesem Grund verzichteten zum Beispiel die norwegischen Spitzenspringer Toralf Engan, vorjähriger Tourgewinner und Torgeir Brandtzæg, der im Vorjahr Fünfter wurde, auf eine Teilnahme. Auch die deutschen Springer steckten bis auf Helmut Recknagel, der gesetzt war, mitten in der innerdeutschen Olympiaqualifikation, der in der deutschen Presse auch weitaus mehr Aufmerksamkeit geschenkt wurde als der Tournee. Dadurch nahmen aus der DDR auch nur Helmut Recknagel und die Nachwuchsspringer Alfred Lesser, Jürgen von Nordheim und Christoph Rölz  an den beiden Springen in Österreich teil. Für Oberstdorf und Garmisch galt nach wie vor das Startverbot, allerdings wurde jeweils an den Tagen zuvor, die innerdeutsche Olympiaqualifikation ausgetragen. Zu den Favoriten zählten die Springer aus Finnland, der norwegische Holmenkollensieger von 1963, Torbjørn Yggeseth, die österreichischen Springer um Willi Egger sowie die Springer aus der Sowjetunion und Polen, von denen Antoni Łaciak 1962 in Zakopane WM-Silber von der kleinen Schanze gewann. Mit 94 Teilnehmern aus 16 Ländern wird zudem ein neuer Teilnehmerrekord verzeichnet.

## Nominierte Athleten
| Nation             | Athleten |
| ------------------ | --- |
| BR Deutschland     | Max Bolkart, Helmut Kurz, Georg Thoma, Helmut Wegscheider, Wolfgang Happle, Henrik Ohlmeyer, Heini Ihle, Wolfgang Schüller, Günther Göllner, Alois Haberstock, Werner Seibold, Franz Keller                                               |
| DDR                | Helmut Recknagel, Alfred Lesser, Jürgen von Nordheim, Christoph Rölz |
| Österreich         | Willi Egger, Peter Müller, Baldur Preiml, Herbert Schiffner, Fritz Gamweger, Otto Leodolter, Walter Habersatter, Max Golser, Waldemar Heigenhauser, Sepp Lichtenegger, Gerhard Niederhammer, Willy Schuster, Horst Moser, Willi Köstinger |
| Finnland           | Antero Immonen, Ensio Hyytiä, Veikko Kankkonen, Niilo Halonen, Topi Mattila, Pekka Remes |
| Frankreich         | Alain Macle, Gilbert Poirot, Jean-Marie Poirot, Guy Mollier |
| Jugoslawien        | Božo Jemc, Ludvik Zajc, Otto Giacomelli, Andrej Nahtigal, Peter Eržen |
| Italien            | Giacomo Aimoni, Mario Cecon, Bruno De Zordo, Agostino De Zordo, Nilo Zandanel, Dino De Zordo |
| Kanada             | Kaare Lien, Frank Cartell, John McInnes |
| Norwegen           | Hans Olav Sørensen, Ole Arntzen, Torbjørn Yggeseth, Ole Tom Nord |
| Polen              | Andrzej Sztolf, Antoni Łaciak, Gustaw Bujok, Józef Przybyła, Ryszard Witke, Piotr Wala |
| Schweden           | Olle Martinsson, Kurt Elimä |
| Schweiz            | Ueli Scheidegger, Heribert Schmid, Hans Stoll, Sepp Zehnder, Max Walter |
| Sowjetunion        | Nikolai Schamow, Koba Zakadse, Alexander Iwannikow, Pjotr Kowalenko, Wladimir Paltschewski, Boris Nikolajew |
| Tschechoslowakei   | Zbyněk Hubač Jiří Raška, Dalibor Motejlek, Josef Matouš |
| Ungarn             | Endre Kiss Tamás Sudár, László Gellér, László Csávás |
| Vereinigte Staaten | John Balfanz, Gene Kotlarek, Ansten Samuelstuen, Lyle Svenson, Dave Hicks, John Bawer, Jerry Goyen |

## Oberstdorf
- Datum: 29. Dezember 1963[2]
- Land:  BR Deutschland
- Schanze: Schattenbergschanze
- Zuschauer: 12.000

Schon nach dem ersten Durchgang lag der von vielen als Favorit angesehene Yggeseth vorn. Im zweiten Durchgang kam allerdings Föhnwind auf, der vielen Springern Schwierigkeiten bereitete und für Stürze sorgte. So stürzte auch Veikko Kankkonen bei der Landung und fand sich auf Platz 26 wieder. Max Bolkart belegte trotz des innerdeutschen Vergleichs vom Vortag einen hervorragenden vierten Platz.
| Pos. | Springer            | Land               | Punkte |
| ---- | ------------------- | ------------------ | ------ |
| 01   | Torbjørn Yggeseth   | Norwegen           | 220,2  |
| 02   | Antero Immonen      | Finnland           | 216,5  |
| 03   | Pjotr Kowalenko     | Sowjetunion        | 213,2  |
| 04   | Max Bolkart         | BR Deutschland     | 211,4  |
| 05   | Hans Olav Sørensen  | Norwegen           | 209,0  |
| 06   | Józef Przybyła      | Polen              | 208,8  |
| 07   | John Balfanz        | Vereinigte Staaten | 208,6  |
| 08   | Alexander Iwannikow | Sowjetunion        | 208,3  |
| 09   | Koba Zakadse        | Sowjetunion        | 207,2  |
| 10   | Georg Thoma         | BR Deutschland     | 206,7  |

## Garmisch-Partenkirchen
- Datum: 1. Januar 1964[3]
- Land:  BR Deutschland
- Schanze: Große Olympiaschanze

Das Neujahrsspringen wurde von einer finnischen Dominanz geprägt. Allein vier Springer kamen unter den ersten Zehn ein, zugleich gab es einen Doppelerfolg. Dieser gelang mit Kankkonen und Halonen ausgerechnet zwei Springern, die in Oberstdorf noch gestürzt waren. Einen starken dritten Platz erkämpfte sich der Pole Przybyla, der damit in der Gesamtwertung nach Platz sechs in Oberstdorf nun plötzlich nur 0,5 Punkte hinter Yggeseth Zweiter war. Die Gesamtwertung hatte durch das Neujahrsspringen enorm an Spannung gewonnen, zwischen Platz eins und sechs betrug der Unterschied nicht einmal 6 Punkte. Veikko Kankkonen war durch seinen Tagessieg schon auf Platz fünf vorgerutscht. Aus deutscher Sicht lief das Springen alles andere als optimal. Max Bolkart musste wegen anhaltender Kopfschmerzen, die auf einen Sturz eine Woche zuvor zurückzuführen waren, auf Anraten der Ärzte auf einen Start verzichten. Der beste deutsche Springer kam auf Platz 19 ein.
| Zwischenstand nach 2 Springen | Zwischenstand nach 2 Springen | Zwischenstand nach 2 Springen |
| Pos.                          | Springer                      | Punkte                        |
| ----------------------------- | ----------------------------- | ----------------------------- |
| 01.                           | Yggeseth                      | 425,9                         |
| 02.                           | Przybyla                      | 425,4                         |
| 03.                           | Immonen                       | 422,2                         |
| 04.                           | Kowalenko                     | 420,2                         |
| 05.                           | Kankkonen                     | 420,0                         |
| 06.                           | Hyytiä                        | 419,5                         |

| Pos. | Springer            | Land               | Punkte |
| ---- | ------------------- | ------------------ | ------ |
| 01   | Veikko Kankkonen    | Finnland           | 225,7  |
| 02   | Niilo Halonen       | Finnland           | 218,9  |
| 03   | Józef Przybyła      | Polen              | 216,6  |
| 04   | Ensio Hyytiä        | Finnland           | 213,3  |
| 05   | Gene Kotlarek       | Vereinigte Staaten | 210,7  |
| 06   | Kurt Elimä          | Schweden           | 209,8  |
| 07   | Pjotr Kowalenko     | Sowjetunion        | 207,0  |
| 08   | Antero Immonen      | Finnland           | 206,7  |
| 09   | Torbjörn Yggeseth   | Norwegen           | 205,2  |
| 10   | Alexander Iwannikow | Sowjetunion        | 203,1  |

## Innsbruck
- Datum: 5. Januar 1964[4]
- Land:  Österreich
- Schanze: Bergiselschanze
- Zuschauer: 20.000

Bei Sonnenschein konnte der Finne Kankkonen an seinem Geburtstag seinen zweiten Tagessieg feiern und übernahm damit auch die Führung in der Gesamtwertung. Zunächst lag aber der erneut stark auftrumpfende Pole Przybyla mit neuem Schanzenrekord von 95,5 m nach dem ersten Durchgang vorn. Nach einer Anlaufverkürzung um 2,5 m konnte er seine Leistung jedoch im zweiten Durchgang nicht wiederholen und fiel sogar noch auf Platz drei zurück. Westdeutsche Starter waren wegen der innerdeutschen Olympiaqualifikation wie vorher bereits geplant nicht mehr am Start. Dafür ging nun erstmals das kleine DDR-Aufgebot über den Bakken. Helmut Recknagel belegte den siebten Platz. In der Gesamtwertung lief nun scheinbar alles auf einen Zweikampf Kankkonen – Przybyla hinaus, da beide nach 3 Springen nur 1,2 Punkte auseinanderlagen.
| Zwischenstand nach 3 Springen | Zwischenstand nach 3 Springen | Zwischenstand nach 3 Springen |
| Pos.                          | Springer                      | Punkte                        |
| ----------------------------- | ----------------------------- | ----------------------------- |
| 01.                           | Kankkonen                     | 648,5                         |
| 02.                           | Przybyla                      | 647,3                         |
| 03.                           | Immonen                       | 635,8                         |
| 04.                           | Yggeseth                      | 633,5                         |
| 05.                           | Iwannikow                     | 631,4                         |
| 06.                           | Kowalenko                     | 630,6                         |

| Pos. | Springer            | Land               | Punkte |
| ---- | ------------------- | ------------------ | ------ |
| 01   | Veikko Kankkonen    | Finnland           | 228,5  |
| 02   | Alexander Iwannikow | Sowjetunion        | 222,0  |
| 03   | Józef Przybyła      | Polen              | 221,7  |
| 04   | Niilo Halonen       | Finnland           | 220,5  |
| 05   | John Balfanz        | Vereinigte Staaten | 217,8  |
| 06   | Baldur Preiml       | Österreich         | 215,5  |
| 07   | Helmut Recknagel    | DDR                | 213,0  |
| 08   | Antero Immonen      | Finnland           | 212,6  |
| 09   | Nikolai Schamow     | Sowjetunion        | 212,1  |
| 10   | Hans Olav Sørensen  | Norwegen           | 210,5  |

## Bischofshofen
- Datum: 6. Januar 1964[5]
- Land:  Österreich
- Schanze: Paul-Außerleitner-Schanze
- Zuschauer: 5.000

Das letzte Springen der Tournee wartete mit einigen Überraschungen auf, die sich am Ende noch entscheidend in der Gesamtwertung auswirkten. Bei schönem Winterwetter sorgte zunächst der Pole Józef Przybyła mit einem Schanzenrekord von 100 m für einen erneuten Paukenschlag. Der gesamtführende Kankkonen kam hingegen nur auf 92,5 m. Damit war der erste polnische Tourneesieg in greifbarer Nähe. Im Schatten dieses Duells stand der stark verbesserte Österreicher Baldur Preiml mit 99 m die zweitgrößte Tagesweite. Nach Durchgang 1 wurde der Anlauf um drei Meter verkürzt. Trotz dieser Verkürzung sprang Preiml erneut 99 m und konnte sich damit mit großem Abstand den Tagessieg sichern. Kankkonen steigerte sich und sprang nun 97,5 m, was für Platz 2 reichte. Yggeseth und Helmut Recknagel belegten gemeinsam Rang drei. Józef Przybyła hingegen setzte nach unruhiger Luftfahrt schon bei 90 m auf, was in der Tageswertung Platz 41 bedeutete. Auch der in der Gesamtwertung bis dahin Drittplatzierte Antero Immonen kam in Bischofshofen über Platz 17 nicht hinaus.
| Pos. | Springer          | Land             | Punkte |
| ---- | ----------------- | ---------------- | ------ |
| 01   | Baldur Preiml     | Österreich       | 232,9  |
| 02   | Veikko Kankkonen  | Finnland         | 218,7  |
| 03   | Torbjörn Yggeseth | Norwegen         | 218,1  |
| 03   | Helmut Recknagel  | DDR              | 218,1  |
| 05   | Dalibor Motejlek  | Tschechoslowakei | 217,1  |
| 06   | Otto Leodolter    | Österreich       | 215,3  |
| 07   | Boris Nikolajew   | Sowjetunion      | 210,2  |
| 08   | Ole Tom Nord      | Norwegen         | 209,7  |
| 09   | Nikolai Schamow   | Sowjetunion      | 207,8  |
| 10   | Andrzej Sztolf    | Polen            | 207,2  |

## Gesamtstand
Durch das letzte Springen in Bischofshofen wurde die Gesamtwertung noch einmal gehörig durcheinandergewirbelt. Baldur Preiml konnte schon fast sensationell durch seine beiden guten Springen in Innsbruck und Bischofshofen noch den Dritten Platz der Tournee erkämpfen, nach Innsbruck lag er noch auf Platz 12. Der bis Innsbruck hochspannende Zweikampf Kankkonen – Przybyła nahm in Bischofshofen ein schon dramatisch zu nennendes Ende. Während Kankkonen seine starke Form mit Platz 2 wiederum bestätigte und letztlich scheinbar souverän mit 15 Punkten Tourneesieger wurde, fiel der Pole Przybyła sprichwörtlich aus allen Wolken. Durch seinen verpatzten zweiten Durchgang in Bischofshofen reichte es am Ende nur für Platz 7 in der Gesamtwertung. Ein Platz unter den ersten Zwanzig hätte von der Punktezahl her in Bischofshofen gereicht, um am Ende einen Podiumsplatz in der Gesamtwertung zu belegen. Przybyła war allerdings nicht allein, auch der Finne Immonen wurde durch schlechtes Abschneiden in Bischofshofen von Platz 3 noch auf Platz 5 der Gesamtwertung gereicht.
| Rang | Name                | Nation             | Gesamt- wertung | Oberst- dorf | Garmisch- Partenk. | Inns- bruck- | Bischofs- hofen |
| ---- | ------------------- | ------------------ | --------------- | ------------ | ------------------ | ------------ | --------------- |
| 01   | Veikko Kankkonen    | Finnland           | 867,2           | 194,3 / 26.  | 225,7 / 01.        | 228,5 / 01.  | 218,7 / 02.     |
| 02   | Torbjørn Yggeseth   | Norwegen           | 851,6           | 220,7 / 01.  | 205,2 / 09.        | 207,6 / 14.  | 218,1 / 03.     |
| 03   | Baldur Preiml       | Österreich         | 839,2           | 193,3 / 29.  | 197,5 / 17.        | 215,5 / 06.  | 232,9 / 01.     |
| 04   | Alexander Iwannikow | Sowjetunion        | 837,0           | 208,3 / 08.  | 203,1 / 10.        | 222,0 / 02.  | 203,6 / 14.     |
| 05   | Antero Immonen      | Finnland           | 836,0           | 216,5 / 02.  | 206,7 / 08.        | 212,6 / 08.  | 200,2 / 17.     |
| 06   | Pjotr Kowalenko     | Sowjetunion        | 830,2           | 213,2 / 03.  | 207,0 / 07.        | 210,4 / 11.  | 199,6 / 18.     |
| 07   | Józef Przybyła      | Polen              | 828,2           | 208,8 / 06.  | 216,6/ 03.         | 221,7 / 03.  | 181,0 / 41.     |
| 08   | John Balfanz        | Vereinigte Staaten | 825,0           | 208,6 / 07.  | 199,7/ ??.         | 217,8 / 05.  | 198,9 / 19.     |
| 09   | Ensio Hyytiä        | Finnland           | 820,4           | 206,2 / 11.  | 213,3 / 04.        | 202,2 / 18.  | 198,7 / 20.     |
| 10   | Hans Olav Sørensen  | Norwegen           | 816,3           | 209,0 / 05.  | 194,0/ ??.         | 210,5 / 10.  | 202,8 / 15.     |